# Callirrhoé (Océanide)
Pour les articles homonymes, voir Callirrhoé.
Dans la mythologie grecque, Callirrhoé ou Callirhoé (en grec ancien Καλλιρρόη / Kallirróê) est une Océanide, fille d'Océan et de Téthys. Elle est la mère du géant à trois corps Géryon par Chrysaor, de Minyas par Poséidon.

## Famille

### Ascendance
Ses parents sont les titans Océan et Téthys. Elle est l'une de leur multiples filles, les Océanides, généralement au nombre de trois mille, et a pour frères les Dieux-fleuve, eux aussi au nombre de trois mille. Ouranos (le Flot) et Gaïa (la Terre) sont ses grands-parents tant paternels que maternels.

### Descendance
Callirrhoé eut de nombreux amours qui lui donnèrent une importante progéniture :
- Elle s'unit à Chrysaor, géant né de Poséidon, de qui elle conçoit le géant à trois corps Géryon[1],[2],[3].

- Une autre tradition rapporte que Callirhoé fut aimée de Poséidon lui-même et qu'elle en eut plusieurs enfants, dont Minyas[4].

- De son frère, le Dieu-fleuve Nil, elle enfante une fille nommée Chioné[5].

- On fait enfin d'elle la mère des héros fondateurs Acmon, Cotys et Car, tous trois nés de père inconnu selon les uns, du roi mythique de Lydie Manès selon les autres[6].

Dans les ouvrages modernes, elle est parfois présentée à tort comme la mère d’Échidna, en raison d’une mauvaise interprétation du texte d’Hésiode (Théogonie, v. 295 et suiv.).

## Mythes
Callirrhoé apparait dans plusieurs mythes. Elle fait notamment partie, avec plusieurs de ses sœurs, de l’entourage de Perséphone et assiste à son enlèvement par Hadès, le dieu des Enfers. Cet événement est relaté par Perséphone à sa mère Déméter dans l'hymne homérique À Démeter.

## Évocation moderne

### Musique classique
André Cardinal Destouches a composé en 1712 une tragédie lyrique intitulée Callirrhoé.
Cécile Chaminade a composé en 1888 un ballet symphonique intitulé Callirhoé.